# 조희진
조희진(趙嬉珍, 1962년 10월 15일 ~ , 충청남도 예산군)은 대한민국의 변호사이다. 제63대 제주지방검찰청 검사장이다.

## 생애
1985년 고려대학교 법학과를 졸업하였고 1987년 제29회 사법시험에 합격했다. 서울중앙지방검찰청 부장검사(공판2부장·형사7부장), 법무부 과장(여성정책담당관), 차장검사(고양지청), 지청장(천안지청장) 등을 거치며 '여성 1호'라는 별칭을 얻었다. 조희진이 가는 자리마다 '여성 최초'라는 수식어를 달고 다니는 동안 대한민국에서 여자 검사들도 대폭 늘어났다. 2015년 2월 대한민국의 첫 여성 검사장이 되어 제주지방검찰청에서 수사 총지휘를 하게 되었다.

## 학력
- ~ 1981년 : 성신여자고등학교
- ~ 1985년 : 고려대학교 법학과 학사
- ~ 2000년 : 인디애나 대학교 블루밍턴 캠퍼스 대학원 법학과 석사

## 경력
- 1987년 : 제29회 사법시험 합격
- ~ 1990년 : 제19기 사법연수원 수료
- 1990년 : 서울지방검찰청 검사
- 1992년 : 수원지방검찰청 검사
- 1996년 : 서울지방검찰청 북부지청 검사
- 1998년 3월 ~ 1999년 8월 : 법무부 여성정책담당관
- 1999년 : 서울지방검찰청 동부지청 검사
- 2002년 : 서울고등검찰청 검사
- 2002년 8월 : 법무부 부부장검사
- 2003년 4월 ~ 2004년 6월 : 법무부 검찰국 검사
- 2004년 6월 ~ 2005년 4월 : 의정부지방검찰청 형사4부장검사
- 2005년 : 사법연수원 교수
- 2007년 2월 : 서울중앙지방검찰청 공판2부장검사
- 2008년 : 서울중앙지방검찰청 형사7부장검사
- 2009년 : 서울고등검찰청 검사
- 2009년 8월 : 의정부지방검찰청 고양지청 차장검사
- 2010년 8월 ~ 2011년 9월 : 제43대 대전지방검찰청 천안지청장
- 2011년 10월 : 서울고등검찰청 검사
- 2013년 12월 ~ 2015년 2월 : 서울고등검찰청 차장검사, 법무연수원 연구위원
- 2015년 2월 ~ 2015년 12월 : 제63대 제주지방검찰청 검사장
- 2015년 12월 ~ 2017년 7월 : 제15대 의정부지방검찰청 검사장
- 2017년 7월 ~ 2018년 7월 : 제17대 서울동부지방검찰청 검사장
- 2018년 9월 : 법무법인 담박 대표변호사
- 법무법인 담박 고문변호사
- 2020년 1월 ~ 2020년 2월 : 자유한국당 21대총선 공천관리위원
- 2020년 2월 ~ 2020년 3월 : 미래통합당 21대총선 공천관리위원
- 2021년 3월 ~ 2023년 3월: GS건설 사외이사
- GS건설 감사위원회 위원
- GS건설 사외이사후보추천위원회 위원
- 2021년 4월 ~ 2023년 3월: GS건설 ESG위원회 위원
- 2021년 12월 ~ 2022년 1월: 국민의힘 살리는 선거대책위원회 중앙선거대책위원회 여성본부장
- 2022년 11월 ~ : 법률신문 함께 만드는 독자위원회 위원장
- 2023년 6월 ~ : 제7대 정부법무공단 이사장

## 가계
- 배우자 : 송수근 : 제9대 문화체육관광부 제1차관